# Erik Idar
Erik Gustav Idar, född 13 september 1911 i Västerås, död där 16 november 1972, var en svensk målare.

## Biografi
Erik Idar var son till läkaren Carl Olov Idar Olsson och Elsa Wilhelmina Lönnberg och från 1940 gift med konstnären Karin Berg-Idar. Idar studerade vid Edward Berggrens målarskola i Stockholm 1930–1931 och studerade därefter under ledning av Marcel Gromaire, Othon Friesz och Charles Dufresne i Paris 1931–1932. Han var elev vid Otte Skölds målarskola 1932–1933 och studerade därefter vid Konsthögskolan i Stockholm 1933–1939. Separat ställde han på De ungas salong och Gummesons konsthall samt medverkade i Nationalmuseums Unga tecknare, Sveriges allmänna konstförenings utställningar. Han tilldelades Carl Larssons stipendium 1939. Bland hans offentliga arbeten märks väggmålningar i Västerås stadshus och Västerås stadsbibliotek. Hans konst består av porträtt, figurmålningar och det mellansvenska skogslandskapet i olja, tempera eller akvarell. Idar är representerad vid Moderna museet, Statens Museum for Kunst samt Västerås konstmuseum. 

### Fotnoter
1. 1 2 3  Archive of Fine Arts, abART person-ID: 155000, läs online, läst: 1 april 2021.[källa från Wikidata]
2. 1 2  läs online, www.kulturarv.dk , läst: 22 december 2016.[källa från Wikidata]
3. ↑  Erik Idar Moderna museet